# Tetragnatha paludis
Tetragnatha paludis är en spindelart som beskrevs av Lodovico di Caporiacco 1940. Tetragnatha paludis ingår i släktet sträckkäkspindlar, och familjen käkspindlar.
Artens utbredningsområde är Etiopien. Inga underarter finns listade i Catalogue of Life.